# Claude Albore Livadie
Claude Albore Livadie est une archéologue française née le 10 février 1947 à Avignon.
Directrice de recherche émérite au CNRS, c'est une spécialiste de l'âge du bronze, en particulier en Italie méridionale. Elle a mis au jour les sites archéologiques de la Croce del Papa, de Longola (it), de La Starza, de San Paolo Bel Sito et de Palma Campania, outre la grande nécropole de Calatia. Elle a aussi été une des initiatrices de l'étude de l'archéologie en étroite collaboration avec les volcanologues pour la datation réciproque des éruptions et des sites archéologiques. À son nom sont liées plusieurs typologies de poteries de bucchero.

## Biographie
Claude Livadie fait une maîtrise sur la céramique étrusque en Gaule avec Marcel Le Glay en 1969, puis une thèse en étruscologie auprès de l’Université de Pérouse: « Le Bucchero nero et les amphores étrusques en Gaule Méridionale et en Catalogne » sous la direction de Massimo Pallottino et enfin une thèse de doctorat auprès de l'Université de Paris X, avec Marcel Le Glay, sur la nécropole préromaine de Calatia (San Nicola La Strada). Elle est au CNRS depuis 1974 et a été la vice-directrice du Centre de recherche archéologique Jean-Bérard à l'Institut Français de Naples (it). Elle enseigne la paléoethnologie à l'Université Frédéric II de Naples et ensuite à l'Université Sœur-Ursule-Benincasa.
Dans les années '70, elle réalise des fouilles archéologiques à Calatia (Campanie), le long de la Via Appia, où est découverte une grande nécropole de 290 tombes de la période orientalisante étrusque (730-670 av. J.C.), dont certaines très riches. En 1975 elle obtient le prix de l'Accademia dei Lincei "Giuseppe Lugli" du meilleur article scientifique d'intérêt archéologique.
À Teano, dans le lieu-dit « Torricelle », elle fouille dans ces mêmes années une nécropole et des puits votifs du VIIIe et VIe siècles av. J.-C.
Dans les années 80 elle fouille un village de La Starza, du Neolithique Inférieur (VI millénaire av. J-C.) : la fouille témoigne d'une occupation ininterrompue du territoire su plusieurs millénaires, du Néolithique inférieur à l'âge du fer.  
L'exceptionnelle durée du site de La Starza en fait le plus ancien site habité urbanisé de la Campanie. Les fouilles de ce site se poursuivront jusqu'à l'an 2000. À Casalbore, non loin de Ariano Irpino où se trouve La Starza, elle fouille de 1985 à 1986 des tombes de l'âge du cuivre et une nécropole tardo-romaine. Les deux sites indiquent l'existence et la fréquentation prolongée du tratturo Pescasseroli-Candela, encore utilisé au XXIe siècle.
En 1987, à Piano di Sorrento sont retrouvées près d'une école cinq tombes de la Culture de Gaudo (âge du cuivre) et les restes d'un habitat du VIe et IVe siècles av. J.-C.. La fouille, dirigée par Claude Albore Livadie, met au jour des tombes « à puits », riches de poteries, ensuite conservées au musée citadin consacré à Georges Vallet.

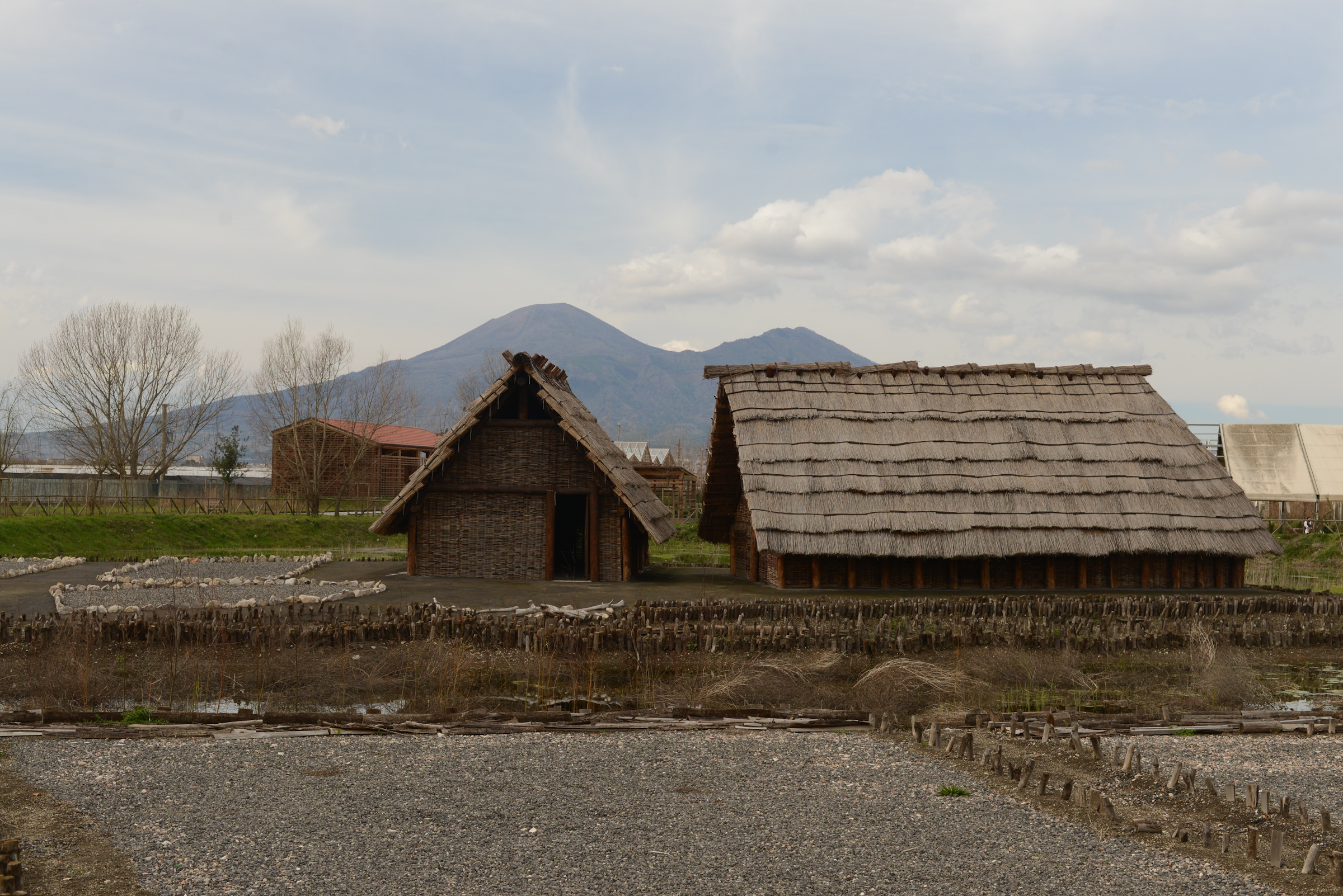
Reconstruction des huttes de l'âge du bronze au parc Archéo-Fluvial de Longola.

Les toutes premières années 2000 voient l'ouverture de deux importantes fouilles archéologiques que Claude Albore Livadie dirige. Il s'agit des villages de « Longola », près de Poggiomarino, et de Nola-Croce del Papa. 
En 2000 débutent les fouilles à Poggiomarino : lors de la construction de la station d'épuration sur le fleuve Sarno a été découvert accidentellement un village du bronze moyen avancé construit sur un réseau d'îlots et de canaux artificiels navigables, dont les berges étaient renforcées par des poteaux plantés sur le fond des marécages et des planches de chêne. Habité par le peuple des Sarrastes, ce village où sont préservés les îlots et les structures en bois s'est révélé être un des plus anciens et des mieux conservés mis au jour en Italie. 
Cette même année 2000, elle fouille à San Paolo Bel Sito  une nécropole du bronze ancien au lieu-dit de Monticello.
L'année suivante, non loin de San Paolo Bel Sito, est fouillé le site de la Croce del Papa : un village du bronze ancien ensevelit sous l'éruption des Ponces d'Avellino, une éruption plinienne du Somma-Vésuve. L'éruption a recouvert le village protohistorique de cendres volcaniques vers 1700 av. J.-C., ainsi que les animaux et les plantes qui y étaient, en créant une véritable Pompéi de l'âge du bronze,.
Dans la ville de Nola, à Piazza d’Armi, elle réalise un sondage en 2008 et découvre une cabane et une zone artisanale, avec les restes des ateliers de l'âge du bronze, témoignage de la forte fréquentation de la région à cette époque.

## Publications
Voir ses publications détaillées sur le catalogue du Système Universitaire de Documentation.

### Choix d'ouvrages
- Georges Vallet, Claude Albore Livadie et Haroun Tazieff, Tremblements de terre, éruptions volcaniques et vie des hommes dans la Campanie antique, Naples, Centre Jean Bérard, 1986, 232 p. (ISBN 2-903189-29-3 et 9782903189297, OCLC 15643314, lire en ligne)
- Claude Albore Livadie, Nola : Pompéi de la Préhistoire (1800-1700 environ avant J.-C.), Paris, Éditions de la Maison des sciences de l’homme, coll. « Les Nouvelles de l’Archéologie » (no 93-94), 2003 (ISSN 0242-7702)
- Claude Albore Livadie, « La Collection Préhistorique », dans Le Musée Archéologique National de Naples, Milan, Guida Garolla, 1986, p. 126-131
- (it) Claude Albore Livadie et Franco Ortolani, Variazioni climatico-ambientali e impatto sull'uomo nell'area circum-mediterranea durante l'Olocene [« Variations du climat et de l'environnement et impacts sur l'homme dans l'aire circum-méditerranéenne pendant l'Olocène »], Bari, Edipuglia, 2003, 492 p. (ISBN 88-7228-347-7)
- (it) Claude Albore Livadie, La Starza di Ariano Irpino, vol. I, L'Irpinia antica, Pratola Serra, Sellino & Barra, coll. « Storia illustrata di Avellino e dell'Irpinia », 1996, 286 p.

### Choix d'articles
- (it) C. Albore Livadie, « Palma Campania (Napoli): Resti di abitato dell’età del Bronzo antico », Notizie degli Scavi di Antichità, Rome, vol. XXXIV,‎ 1981
- (it) C. Albore Livadie, « La tomba 201 della necropoli sud-occidentale di Calatia », dans Maddaloni: archeologia, arte e storia, 1989, 13-40 p.
- C. Albore Livadie, « Capoue », dans Dictionnaire de l’Antiquité, Presses Universitaires de France, p. 406-407
- C. Albore Livadie, B. Cesarano, A. D’Avella et G. Di Maio, « Nuovi documenti sulla frequentazione del Bronzo medio a Poggiomarino », Rivista di Studi Pompeiani, Rome, vol. XIX,‎ 2008
- C. Albore Livadie, « Nola, une Pompéi du Bronze ancien 1800-1700 environ avant J.-C. », dans L’Âge du bronze en Méditerranée, Paris, Éditions Errance, coll. « Les Hesperides », 2011 (lire en ligne), p. 65-82